# 1478 az irodalomban
Az 1478. év az irodalomban.

## Születések
- február 7. – Morus Tamás, angolul: Thomas More, szentté avatott angol író, költő, államférfi, vértanú († 1535)
- július 8. – Gian Giorgio Trissino itáliai reneszánsz humanista, költő, drámaíró, nyelvész († 1550)
- december 6. – Baldassare Castiglione itáliai író, diplomata, a reneszánsz neves prózaírója, Az udvari ember szerzője († 1529)